# Cantó de Charenton-le-Pont
El cantó de Charenton-le-Pont és un cantó francès del departament de Val-de-Marne, dividit entre el districte de Nogent-sur-Marne i el districte de Créteil. Des del 2015 té 4 municipis..

## Municipis
- Charenton-le-Pont
- Joinville-le-Pont
- Nogent-sur-Marne (en part)
- Saint-Maurice

## Història
| Data d'elecció                           | Identitat            | Partit              | Qualitat |
| ---------------------------------------- | -------------------- | ------------------- | -------- |
| 1967-1998                                | Louis Manchon        | RI, després UDF     |          |
| 1998-                                    | Jean-Marie Brétillon | UDF-DL, després UMP |          |
| les dades anteriors no són pas conegudes |                      |                     |          |
|                                          |                      |                     |          |

## Demografia
| A partir de 1990: Població sense dobles comptes |